# 姬滩水库
姬滩水库是中国陕西省榆林市靖边县境内的一座水库，位于东芦河上，建于1973年。水库正常库容为2200万立方米，集雨面积为75平方千米，海拔为1403.8米。